# Рибейра-Гранди (Азорские острова)
О бывшей столице островов Зелёного мыса см. Сидаде-Велья
Рибейра-Гранди (порт. Ribeira Grande; [ʁi'bɐiɾɐ 'gɾɐ̃d(ɨ)]) — город в Португалии, центр одноимённого муниципалитета в составе автономного региона Азорские острова. Расположен на острове Сан-Мигел. Численность населения — 5,3 тыс. жителей (город), 28,5 тыс. жителей (муниципалитет) на 2001 год. Занимает площадь 179,50 км².
Покровителем города считается Дева Мария (порт. Maria; [ ]).
Праздник города — 29 июня.

## Расположение
| mapas.sapo.pt Архивная копия от 19 апреля 2008 на Wayback Machine |

Город расположен в 15 км на северо-восток от адм. центра округа города Понта-Делгада на северном берегу острова Сан-Мигел.
Муниципалитет граничит:
- на севере — Атлантический океан
- на востоке — муниципалитет Нордеште
- на юге — муниципалитет Вила-Франка-ду-Кампу, Вила-да-Повуасан, Лагоа
- на западе — муниципалитет Понта-Делгада

## История
Город основан в 1507 году.

## Население
| Численность населения муниципалитета по годам | Численность населения муниципалитета по годам | Численность населения муниципалитета по годам | Численность населения муниципалитета по годам | Численность населения муниципалитета по годам | Численность населения муниципалитета по годам | Численность населения муниципалитета по годам | Численность населения муниципалитета по годам |
| --------------------------------------------- | --------------------------------------------- | --------------------------------------------- | --------------------------------------------- | --------------------------------------------- | --------------------------------------------- | --------------------------------------------- | --------------------------------------------- |
| 1849                                          | 1900                                          | 1930                                          | 1960                                          | 1981                                          | 1991                                          | 2001                                          | 2004                                          |
| 18 967                                        | 25 778                                        | 28 486                                        | 39 597                                        | 28 128                                        | 27 163                                        | 28 462                                        | 29 318                                        |

## Состав муниципалитета
В муниципалитет входят следующие районы (фрегезии):
| - Кальеташ - Консейсан - Фенайш-да-Ажуда - Ломба-да-Майа - Ломба-де-Сан-Педру - Майа - Матриш | - Пику-да-Педра - Порту-Формозу - Рабу-де-Пейше - Рибейра-Сека - Рибейринья - Санта-Барбара - Сан-Браш |